# Франциск (папа римский)
Франци́ск (лат. Franciscus, итал. Francesco; в миру — Хо́рхе Ма́рио Берго́льо (исп. Jorge Mario Bergoglio); 17 декабря 1936, Буэнос-Айрес, Аргентина — 21 апреля 2025, Ватикан) — епископ Римско-католической церкви, папа римский (2013—2025). Первый в истории папа из Нового Света и первый за более чем 1200 лет папа не из Европы (после сирийца Григория III, правившего с 731 по 741 год). Первый папа-иезуит. Первый папа-монах со времён Григория XVI (1831—1846), состоявшего в ордене камальдулов.
До избрания на папский престол — аргентинский религиозный деятель, кардинал, доктор богословия. Архиепископ Буэнос-Айреса и примас Аргентины в 1998—2013 годах.

## Биография

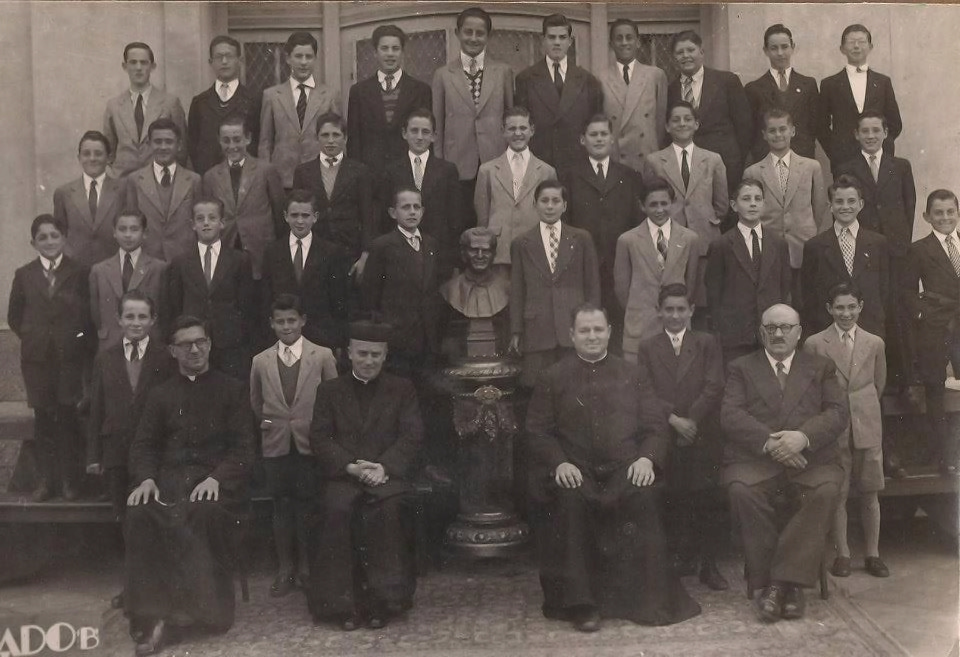
Хорхе Марио Бергольо стоит во 2 ряду, 4-й слева, 1948 год

Родился в Буэнос-Айресе 17 декабря 1936 года в семье итальянских эмигрантов — железнодорожного бухгалтера Марио Хосе Бергольо и его супруги Реджины Марии Сивори.
Младший из пяти детей. Получил диплом химика-технолога.
Учился в семинарии в Вилья-Девото в Буэнос-Айресе.
11 марта 1958 года вступил в орден иезуитов. Новициат проходил в Чили (гуманитарные науки), затем продолжил своё образование в колледже Святого Иосифа в Буэнос-Айресе, где получил степень лиценциата по философии.
Преподавал литературу, философию и теологию в трёх католических колледжах Буэнос-Айреса. Кроме испанского, свободно говорил на итальянском и немецком языках.
Папа римский Франциск рассказал, что задолго до того, как почувствовал способность обращать людей к церкви, работал вышибалой в ночном клубе в Аргентине, а также уборщиком и лаборантом.

### Иезуит
13 декабря 1969 года был рукоположён в священники Рамоном Хосе Кастельяно, титулярным архиепископом Иомниума. Назначен профессором теологического факультета в колледже Сан-Мигель в аргентинской столице. В 1970-е годы занимал различные посты в иезуитском ордене Аргентины.
Руководство иезуитского ордена, впечатлённое лидерскими навыками Хорхе Марио, в конце концов повысило Бергольо, и он в 1973—1979 годах являлся провинциалом Аргентины. В 1980 году был назначен ректором своей альма-матер — семинарии святого Иосифа. Занимал эту должность до 1986 года. Затем в Германии защитил докторскую диссертацию и вернулся на родину как исповедник и духовный директор Кордовской архиепископии, где его непосредственным начальником был кардинал Рауль Приматеста.

### Епископ

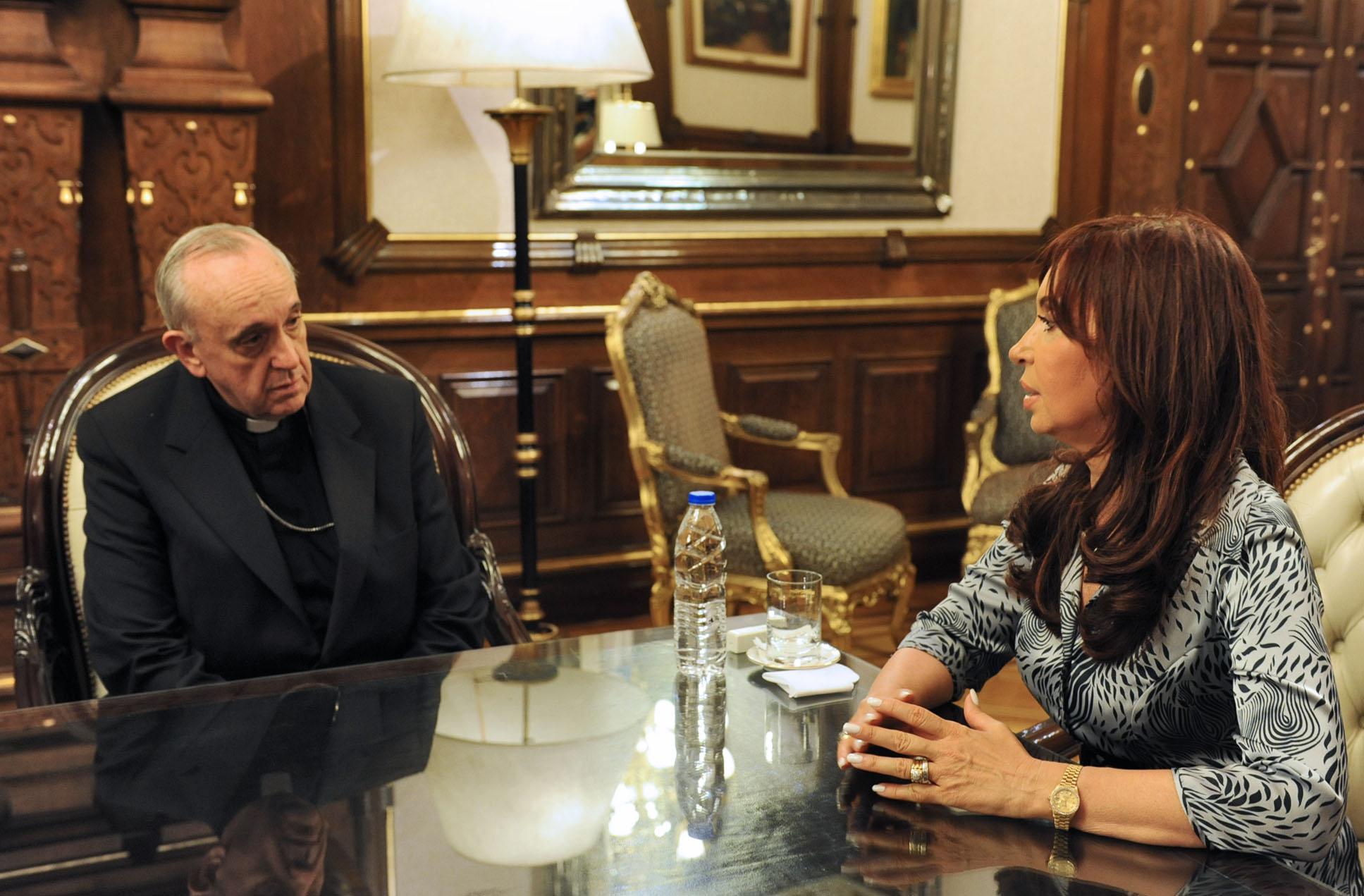
Кардинал Хорхе Марио Бергольо на встрече с президентом Аргентины Кристиной Фернандес де Киршнер, 2010 год

20 мая 1992 года его назначают вспомогательным епископом Буэнос-Айреса с титулом титулярного епископа Ауки. Он был посвящён в епископы 27 июня 1992 года в кафедральном соборе Буэнос-Айреса архиепископом Буэнос-Айреса кардиналом Антонио Кваррасино. Когда стало ясно, что кардинал Кваррасино вскоре закончит исполнение своих служебных обязанностей, Бергольо 3 июня 1997 года назначают коадъютором (епископом с правом наследования епархии) архиепископа Буэнос-Айреса.
Он хорошо исполнял обязанности заместителя кардинала Кваррасино, и когда тот умер 28 февраля 1998 года, наследовал ему в качестве нового архиепископа Буэнос-Айреса. 6 ноября 1998 года был назначен ординарием католиков восточного обряда в Аргентине, у которых не было собственного иерарха (в том числе миссии русских католиков).

### Кардинал

Герб кардинала Х. М. Бергольо

21 февраля 2001 года папа римский Иоанн Павел II возвёл Бергольо в кардиналы на консистории в Ватикане. Он получил титул церкви Сан-Роберто-Беллармино.
Как кардинал Бергольо был назначен сразу на несколько административных постов в Римской курии. Он являлся членом Конгрегации по делам духовенства, Конгрегации богослужения и дисциплины таинств, Конгрегации институтов посвящённой жизни и обществ апостольской жизни. Бергольо также стал членом Комиссии по Латинской Америке и Папского Совета по делам семьи.
Кардинал Бергольо был известен личной скромностью, доктринальным консерватизмом и преданностью делу социальной справедливости. Вёл весьма простой образ жизни, что вносило определённый вклад в его репутацию. Жил в маленькой квартире, мало напоминавшей дворец архиепископа, отказался от персонального лимузина с шофёром в пользу общественного транспорта и, по некоторым сообщениям, сам готовил себе пищу.
15 апреля 2005 года адвокат по правам человека возбудил уголовное обвинение против Бергольо, обвинив его в сговоре с военной хунтой, похитившей в 1976 году двух иезуитских священников. 17 марта 2013 года аргентинский судья Херман Кастелли, занимавшийся рассмотрением этого дела, в интервью газете La Nación сказал, что «Заявления о том, что (Папа Римский) Хорхе Бергольо „сдал“ этих священников, — полная ложь. Мы все проанализировали, выслушали эту версию, посмотрели на очевидные факты и пришли к выводу, что его действия в тех случаях не являются юридическим соучастием. Если бы было иначе, мы бы об этом заявили».

### Папабиль

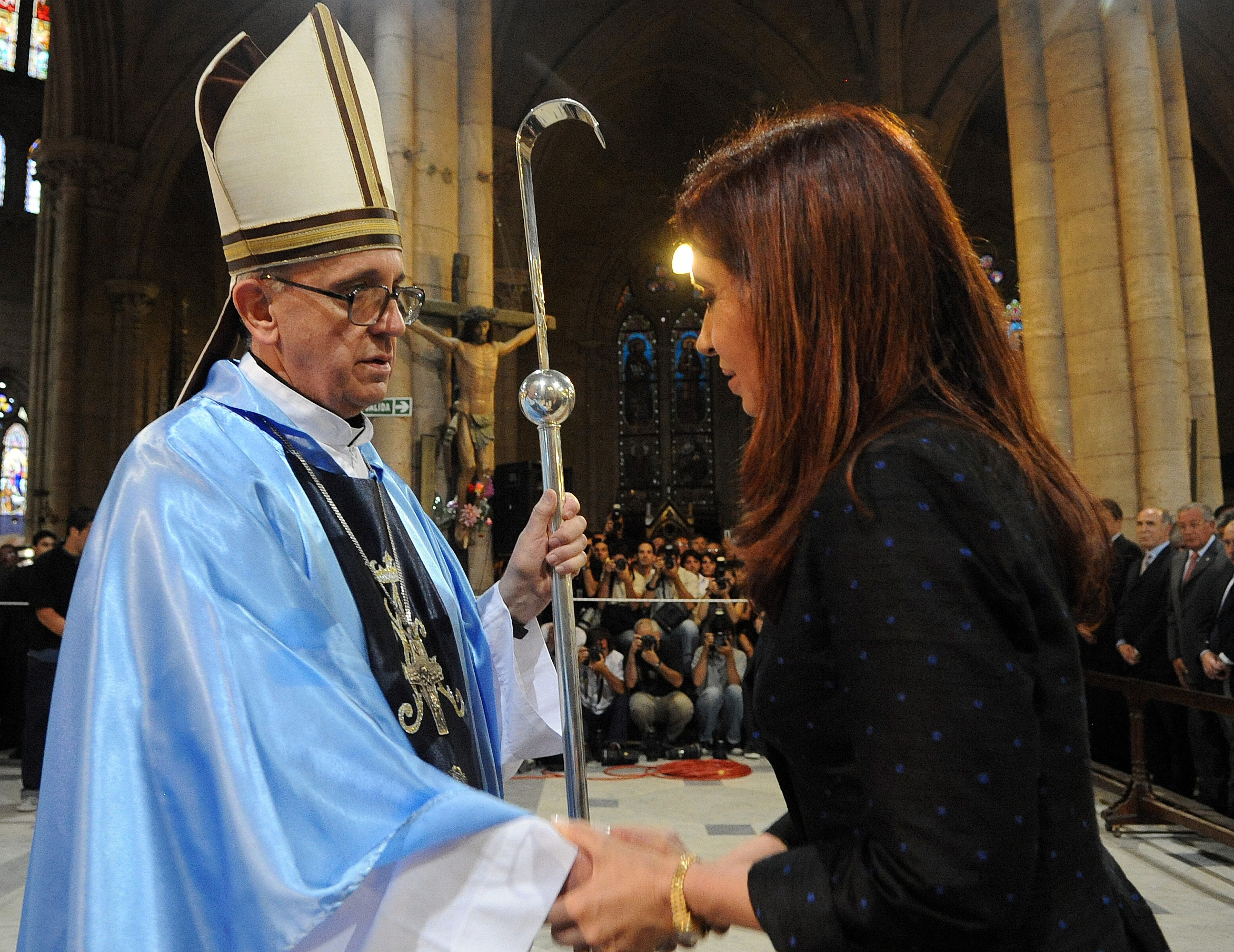
Епископ Хорхе Марио Бергольо и президент Аргентины Кристина Фернандес де Киршнер, 2008 год

После смерти папы римского Иоанна Павла II Бергольо был вызван в Ватикан для участия в папском Конклаве 2005 года как кардинал-выборщик. Хотя Бергольо и рассматривался как папабиль, Конклав тем не менее избрал новым папой кардинала Йозефа Алоиса Ратцингера. Однако анонимный дневник некоего кардинала-участника Конклава, опубликованный в сентябре 2005 года и подлинность которого точно не установлена, показывает, что Бергольо оказался главным соперником Ратцингера на Конклаве.
По данным этого документа, Бергольо получил 40 голосов на третьей баллотировке, но в четвёртом туре голосования, оказавшемся решающим, его результат составил всего 26 голосов.
Ещё до конклава кардинал Бергольо участвовал в похоронах Иоанна Павла II и действовал как регент вместе с Коллегией кардиналов, управляя Святым Престолом и Римско-католической церковью в период междуцарствия — Sede vacante.
В период Синода епископов 2005 года был избран членом постсинодального совета. 8 ноября 2005 года возглавил Епископскую конференцию Аргентины на трёхлетний срок (2005—2008).
За него проголосовало подавляющее большинство аргентинских епископов, что только подтвердило его лидерство в стране и международный престиж, заработанный участием в конклаве.
На конклаве 2013 года, созванном после отречения Бенедикта XVI, также входил в число папабилей (среди многих других претендентов) и на этот раз был избран.

### Избрание папой римским

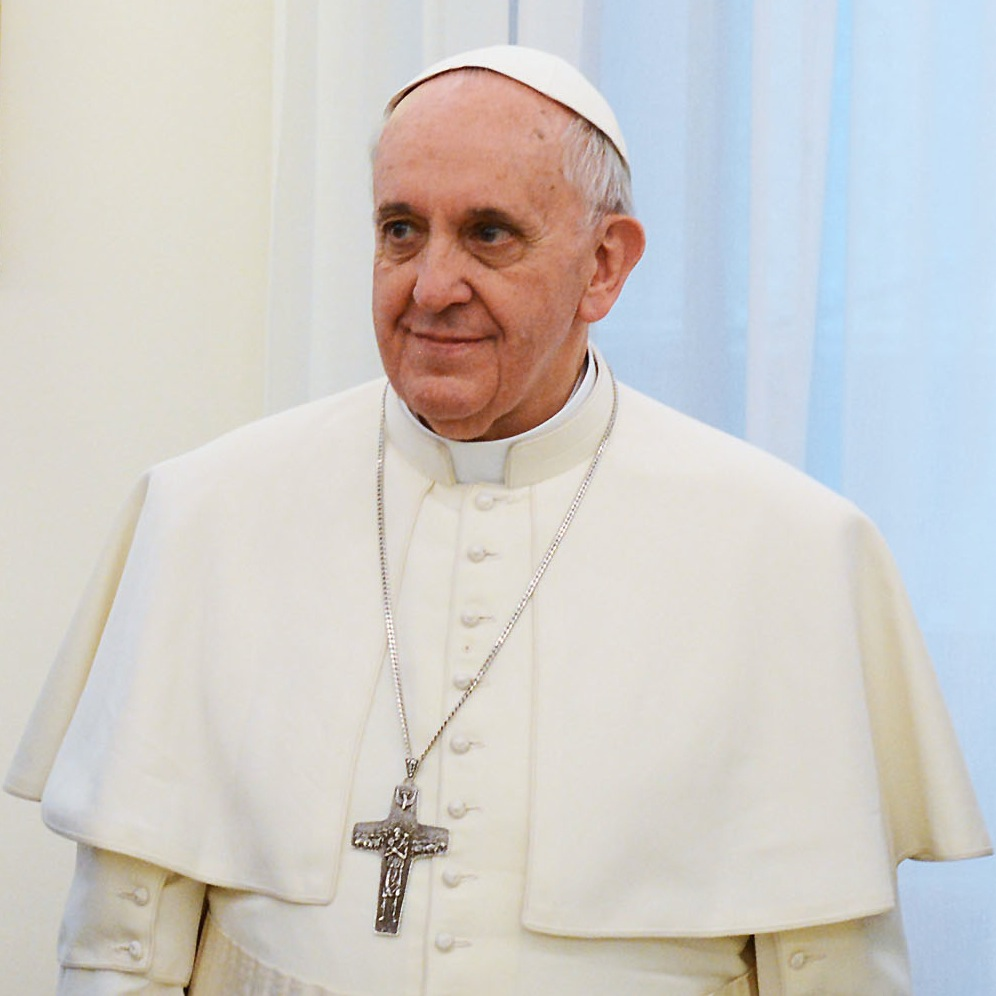
Франциск в свои первые дни папства, март 2013 года

Избран папой римским 13 марта 2013 года. В 19 часов 6 минут по центральноевропейскому времени из трубы на Сикстинской капелле повалил белый дым, вызвавший бурные овации верующих, собравшихся на Площади Святого Петра. Папа принял имя Франциск (лат. Franciscus) в честь святого Франциска Ассизского.
Использование этого имени — первое за всю историю папства, при этом Франциск решил не использовать номер I. Его имя будет сопровождаться номером только тогда, когда и если в будущем появится папа с именем Франциск II. Франциск стал первым папой — представителем Ордена иезуитов, а также первым папой из Нового Света.
Девизом для своего герба Франциск избрал строчку «Miserando atque eligendo» (рус. [с] милосердной любовью или рус. помилован и потому избран) стихов главы 9 Евангелия от Матфея (Мф. 9:9-13) и из 21 Проповеди Беды Достопочтенного, который в свою очередь объясняет её следующим образом: «Это означает: Не стремиться к земным вещам, не искать эфемерной выгоды, избегать мелких почестей, охотно принимать всё презрение мира ради славы небесной, быть полезным для всех, любить оскорбления и никому ими не воздавать, с терпением переносить полученные обиды, всегда искать славы Творца и никогда — своей собственной. Жить всем этим и другим подобным обозначает следовать по стопам Христа». Эти слова имеют большое значение для Франциска, поскольку когда ему было в 1953 году 17 лет, то после исповеди в праздник св. Матфея он почувствовал милосердие Божие в своей жизни и почувствовал призвание к священству.
Интронизация Папы Франциска была проведена 19 марта 2013 года.

### Понтификат
Франциск не стал заводить аккаунт в Facebook из-за переживаний кардиналов о том, что он будет получать слишком много оскорблений. Негативные комментарии на странице папы Римского в Twitter можно и не заметить, в отличие от Facebook, отметил председатель папского совета по социальным коммуникациям архиепископ Клаудио Мария Челли. Однако 21 января 2019 года Папа Римский Франциск объявил о запуске специального сайта молитв с Папой «Кликни и молись» (Click to pray) и соответствующих мобильных приложений. Понтифик лично с планшетом в руках представил инициативу во время традиционной воскресной проповеди.
19 августа 2014 года папа Франциск сказал журналистам, что он, как и его предшественник, может отречься от престола из-за проблем со здоровьем.

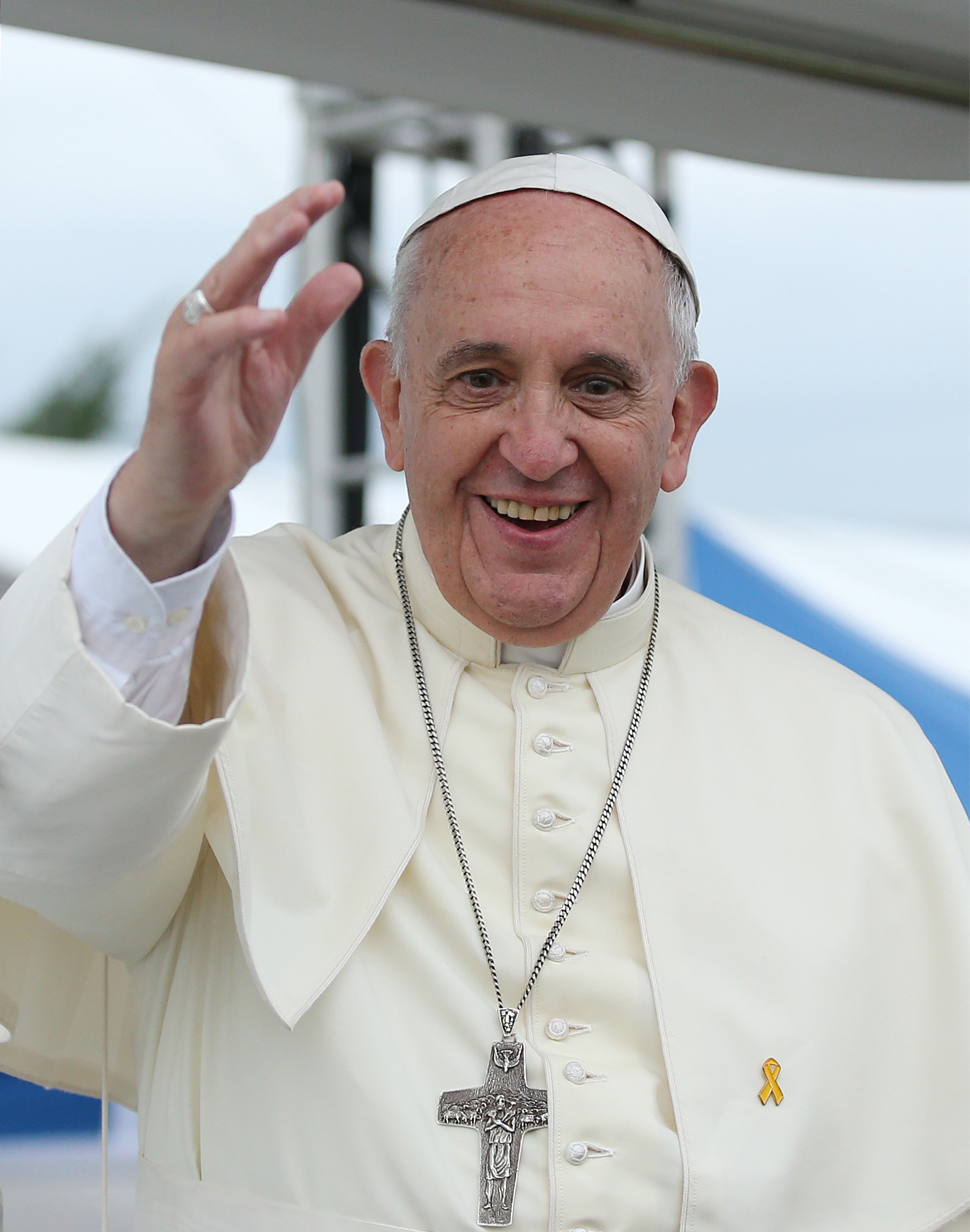
Франциск в Корее, 2014 год

В 2015 году под его руководством была проведена реформа, упрощающая процесс признания брака недействительным. 8 апреля 2016 года было опубликовано апостольское увещание Франциска Amoris laetitia (лат. Радость любви), посвящённое вопросам семьи и её места в современном мире.
В рамках обещанных реформ управления и борьбы с коррупцией в начале октября 2013 года Институт религиозных дел (Банк Ватикана) опубликовал первый годовой отчёт за всю свою историю. В 2014 году руководство банка по указу понтифика было заменено в рамках борьбы с коррупцией. В декабре 2015 года Франциск впервые назначил внешний аудит консолидированной финансовой отчётности Ватикана (для проведения этой работы выбрана аудиторская компания PricewaterhouseCoopers).
12 февраля 2016 года в Гаване Франциск встретился с патриархом Московским и всея Руси Кириллом. Встреча такого уровня стала первой за всю историю Русской православной и Католической церквей.
Франциск также выступил против смертной казни в августе 2018 года. Его позиция имела практический результат: губернатор штата Нью-Йорк (4-го штата по населению в США) Эндрю Куомо в знак солидарности с папой в том же месяце пообещал представить законопроект об отмене смертной казни в штате.
Франциск досрочно рассекретил документы понтификата Пия XII, пришедшегося на Вторую мировую войну. В марте 2019 года Франциск объявил об открытии (на 10 лет ранее положенного срока, так как по закону должно было пройти 70 лет со дня смерти понтифика, чтобы рассекретить собранные при нём документы) для учёных всех документов понтификата Пия XII из Отдела по отношениям с государствами Государственного секретариата Ватикана (дипломатическая переписка и государственные документы) . Это поручение было исполнено не сразу. На начало 2020 года были открыты для исследователей (в оцифрованном виде) документы с начала понтификата Пия XII до 1948 года, а документы 1948—1959 годов директор архива по отношениям с государствами Государственного секретариата Ватикана обещал сделать доступными для учёных в течение двух-трёх лет.
В марте 2022 года в ответ на вторжение России на Украину, Франциск посетил Посольство России при Святом Престоле, что было названо «беспрецедентным шагом». Франциск позвонил Президенту Украины Владимиру Зеленскому, выразив своё «сочувствие» и сообщив, что Ватикан пытается найти «пространство для переговоров». «Святой Престол готов сделать все, чтобы служить миру», — сказал Папа, объявив, что в начале марта направит двух высокопоставленных кардиналов с помощью в Украину. Этими специальными посланниками были папский распределитель милостыни кардинал Конрад Краевский и кардинал Майкл Черни, глава папской канцелярии, которая занимается миграцией, благотворительностью, справедливостью и миром. Эта миссия, состоявшая из нескольких поездок, считалась весьма необычным ходом дипломатии Ватикана. Папа Франциск осуществил акт освящения России и Украины 25 марта 2022 года.
В июле 2022 года по окончании апостольского визита Франциска в Канаду заявил: «Эта поездка была чем-то вроде испытания… это правда, в таком состоянии путешествовать нельзя», и предположил возможное отречение, в связи с состоянием здоровья. Из-за диагностированного артроза Папа Римский передвигается в кресле-коляске.
В январе 2023 года возглавил церемонию похорон своего предшественника папы на покое Бенедикта XVI, который скончался 31 декабря 2022 года в возрасте 95 лет.
В сентябре 2024 года заявил, что на выборах президента США местным католикам нужно голосовать за «меньшее зло». По словам папы римского Франциска, оба кандидата выступают «против жизни». Один — вышвыривает мигрантов, второй — убивает детей.

### Состояние здоровья, болезнь и смерть
Когда Хорхе Марио Бергольо был 21 год, он тяжело переболел пневмонией, и в результате ему удалили часть одного лёгкого.
В 2020-е годы здоровье папы Франциска стало вызывать всё больше беспокойства. Болезни коленей и поясницы сделали передвижение болезненным, вынуждая его пользоваться инвалидной коляской, тростью или ходунками. В июне 2022 года из-за курса лечения Франциск отложил визиты в Демократическую Республику Конго и Южный Судан. В интервью изданию Reuters он сказал, что пока не рассматривает идею отставки, но готов сделать это, если почувствует, что больше не может управлять церковью.
В марте 2023 года вновь был госпитализирован. На этот раз с респираторной инфекцией. Тем не менее, уже в апреле он провёл пасхальное богослужение. А в июне того же года перенёс операцию по удалению грыжи.
14 февраля 2025 года папа Франциск был госпитализирован в клинику Джемелли в Риме с диагнозом бронхит. Впоследствии его пребывание в больнице продлили из-за необходимости лечения клинических осложнений, вызванных полимикробной инфекцией дыхательных путей. Последующее обследование с помощью компьютерной томографии выявило признаки двусторонней пневмонии. 22 февраля 2025 года здоровье папы ухудшилось в результате затянувшегося астматического респираторного кризиса. Его состояние оценили как критическое: было проведено переливание крови и начата высокопоточная кислородная терапия. 23 февраля у понтифика диагностировали начальную стадию почечной недостаточности. 28 февраля у него произошёл бронхиальный спазм, в результате которого он вдохнул небольшое количество рвотных масс, что потребовало проведения неинвазивной искусственной вентиляции лёгких. 3 марта было объявлено, что папа Франциск идёт на поправку, поэтому не нуждается в аппарате искусственной вентиляции лёгких. Однако в тот же день из-за эпизодов острой дыхательной недостаточности искусственная вентиляция была возобновлена. 7 марта папа записал видеоприветствие на родном испанском языке — впервые за всё время, что он находился в больнице, то есть за три недели.
19 марта стало известно, что понтифик больше не нуждается в искусственной вентиляции лёгких, а его врачи сообщили, что лёгочная инфекция взята под контроль, хотя ещё не устранена полностью. 23 марта он был выписан из больницы — сразу после того, как благословил собравшуюся у клиники толпу с балкона, и вернулся к облегчённому рабочему графику. На публике он появился впервые после госпитализации 6 апреля 2025 года.
Умер 21 апреля 2025 года в 88-летнем возрасте в 07:35 CEST (UTC+02:00) в своей резиденции в Ватикане. В свидетельстве о смерти, опубликованном Ватиканом позже в тот же день, говорилось, что Франциск скончался от инсульта, который привёл к коме и необратимой сердечной недостаточности. Также было указано, что папа римский страдал сахарным диабетом 2-го типа и гипертонией. Похороны состоялись 26 апреля, по собственному завещанию Франциск был похоронен в базилике Санта-Мария-Маджоре в Риме.

## Позиция по моральным и социальным вопросам

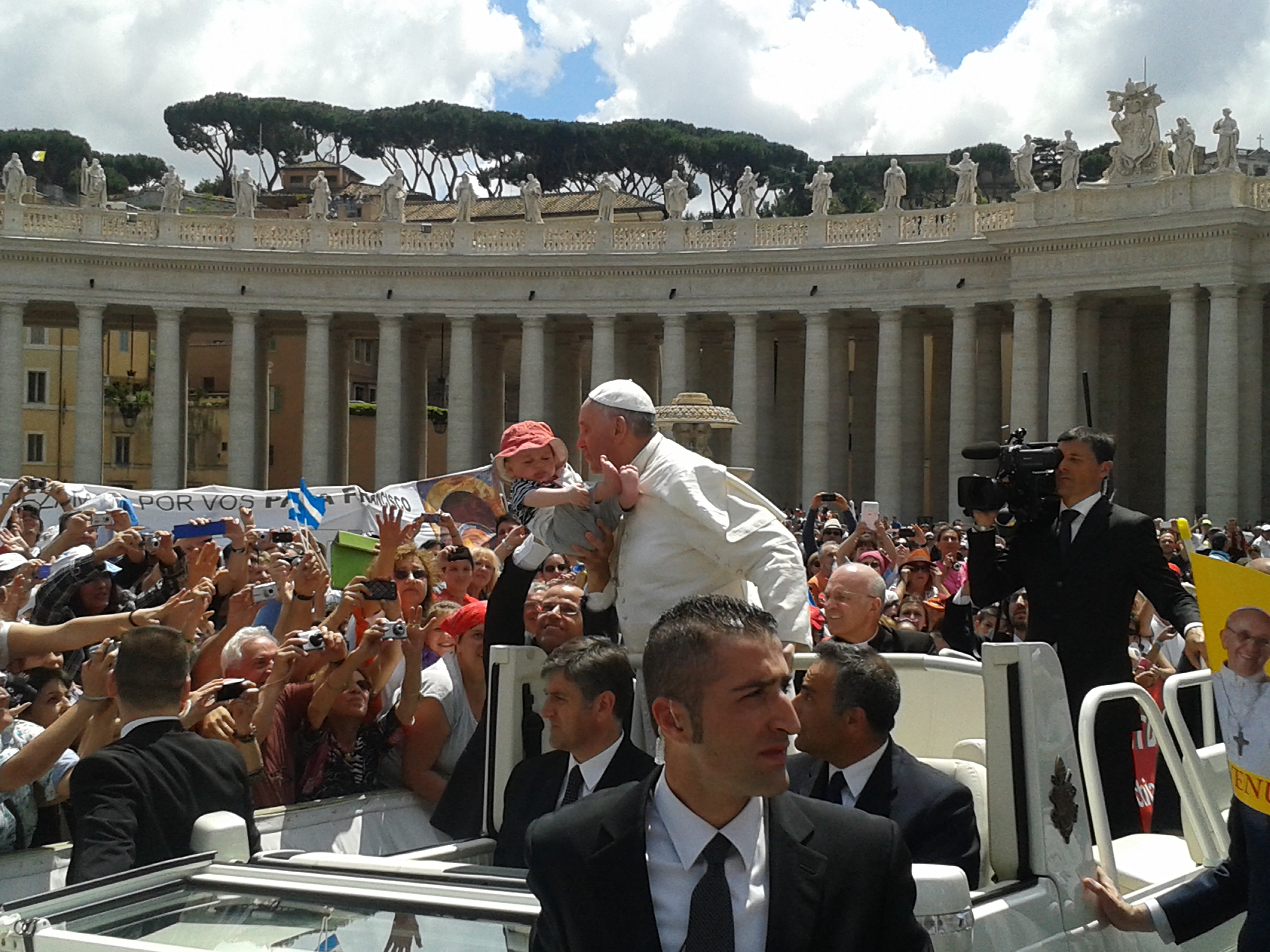
Франциск, 2013 год

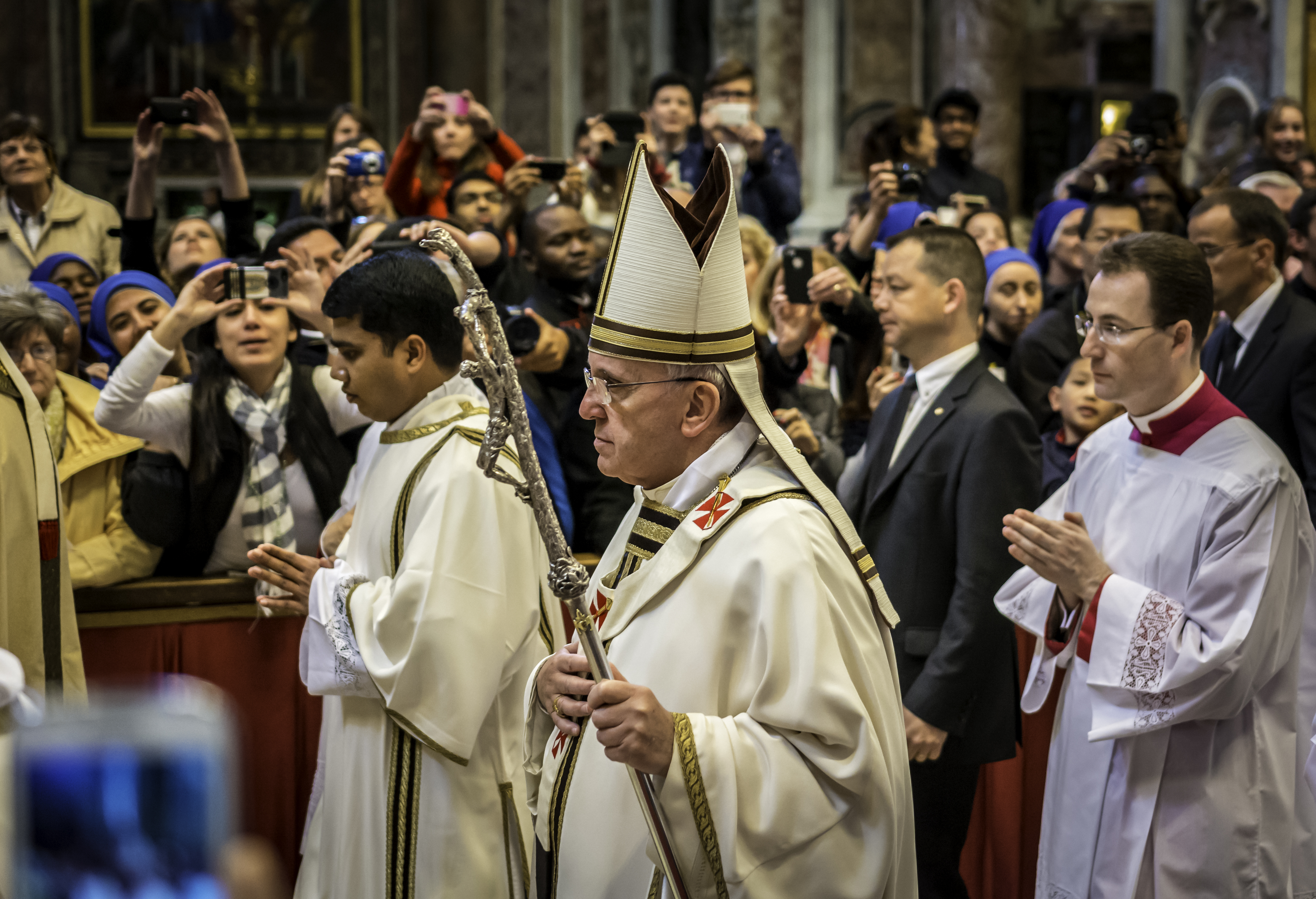
Франциск во время мессы, 2014 год

### Теория эволюции
Папа Франциск придерживался позиции, что эволюция и акт божественного сотворения мира не противоречат друг другу. 29 октября 2014 года в ходе выступления в Понтификальной академии наук он подчеркнул, что не следует представлять Бога как «колдуна с волшебной палочкой». По мнению папы, Бог создал мир, наделив его внутренними законами, по которым существа могут развиваться. Согласно его взглядам, Большой взрыв и биологическая эволюция не противоречат божественному акту творения, а библейский рассказ о сотворении мира в книге Бытия не следует интерпретировать буквально.

### Теология освобождения
Папа Франциск продемонстрировал смягчение в отношении Ватикана к теологии освобождения — христианскому течению, возникшему в Латинской Америке в 1960-70-х годах и подчеркивающему приоритет социальной справедливости, избавления от бедности, а также активного участия Церкви в социальной трансформации общества.
Хотя в периоды понтификатов Иоанна Павла II и Бенедикта XVI теология освобождения подвергалась жёсткой критике за политизацию христианского послания и за отступление от положений катехизиса Католической церкви, Папа Франциск занял более примирительную позицию.
В год своего избрания Папа Франциск дал разрешение на публикацию трудов одного из основателей теологии освобождения, перуанского философа Густава Гутьерреса, в официальных изданиях Ватикана, а также удостоил его встречи.
Папа Франциск не отождествлял себя с движением теологии освобождения, но поддерживал некоторые его послания о социальной ответственности и справедливости.

### Аборты и эвтаназия
Папа Франциск сохранял традиционные взгляды Римско-католической церкви по вопросам абортов и эвтаназии, при этом акцентируя внимание на милосердии, прощении и пастырской заботе.
Считая аборт крайне тяжким грехом и прерыванием человеческой жизни, он также подчёркивал, что никакой грех не является непростительным, если христианин проявляет искреннее покаяние. В 2016 году понтифик предоставил всем священникам полномочия отпускать грех аборта, что ранее было прерогативой епископов или специально уполномоченных священников.
Папа Франциск категорически выступал против эвтаназии, называя её «крахом любви». Вместо этого понтифик призывал к развитию паллиативной помощи, которая обеспечивает облегчение страданий безнадежно больных без умышленного прекращения жизни. В 2017 году Папа Франциск заявил, что прекращение лечения неизлечимо больных людей может быть в некоторых случаях признано моральным, если оно направлено не на умышленное прекращение жизни, а на принятие естественного хода событий.

### Отношение к гомосексуальности
Папа Франциск имел более мягкую позицию в отношении гомосексуальности, в сравнении со своими предшественниками, но не предлагал радикального пересмотра католического учения.
В 2010, будучи кардиналом и архиепископом Буэнос-Айреса, Хорхе Марио Бергольо решительно выступал против закона, разрешающего однополые браки в Аргентине. В письме к монастырям Буэнос-Айреса он назвал законопроект «махинацией дьявола» и «разрушительным посягательством на Божий замысел». Бергольо также настаивал на том, что гей-усыновление является одной из форм дискриминации в отношении детей. Это вызвало ответ президента Аргентины Кристины Фернандес де Киршнер, которая раскритиковала риторику церкви, сравнив её с риторикой средневековья и инквизиции. Тем не менее, согласно биографу Франциска Серхио Рубину, Бергольо предлагал епископату Аргентины поддержать гражданские союзы как «меньшее из зол», но его предложение было отвергнуто.
В интервью в июле 2013 года папа Франциск заявил: «Если человек — гей и обладает доброй волей и стремится к Богу, кто я такой, чтобы судить его?». Сославшись на катехизис Римско-католической церкви, он отметил, что геи «не должны становиться маргиналами, а должны интегрироваться в общество».
Франциск также заявил о существовании так называемого «гей-лобби» — группы представителей духовенства гомосексуальной ориентации, нечестно продвигающих свои интересы на высоких церковных должностях. Это признание прозвучало на фоне синода, где столкнулись консерваторы, отстаивающие неизменность интерпретации церковного учения, и сторонники реформ, считающие необходимым пересмотреть риторику и отношение к современным вопросам, включая однополые союзы. В этом контексте Франциск пояснил, что сама по себе сексуальная ориентация не является проблемой — церковь призвана видеть в людях братьев. Однако проблема возникает, когда определённые группы начинают лоббировать свои личные интересы наперекор церковному учению. Для него попытки влияния на политику церкви представляют собой более серьёзную угрозу, в отличие от наличия гомосексуалов среди духовенства.
Папа Франциск также решительно осуждал законы, криминализирующие гомосексуальность, называя их «несправедливыми». Франциск разделял понятия греха и преступления, указывая, что хотя католическое учение считает гомосексуальные акты грехом, это не должно становиться основанием для дискриминации или преследований.
В июне 2016 года папа Франциск заявил: «Римско-католическая церковь и простые христиане должны извиниться перед геями за прежнее отношение к ним». По его мнению, гомосексуалы заслуживают уважения и не должны подвергаться дискриминации. Этими словами он подтвердил учение Католической церкви о недопустимости какой-либо несправедливой дискриминации гомосексуалов: «Надо избегать по отношению к ним всякого проявления несправедливой дискриминации».
В октябре 2020 года в документальном фильме «Франческо» режиссёра Евгения Афинеевского папа Франциск заявил, что «гомосексуалы имеют право на семью. Они дети Божьи. Нам нужны законы о гражданских союзах, чтобы таким образом защитить их права». Согласно ватиканскому источнику, папа Франциск не употреблял в оригинале слова «брак» или «семья», но «гражданское сожительство». По мнению этого источника, при переводе с испанского языка произошёл подлог, «чтобы повлиять на общественное мнение консервативного католического крыла в США перед выборами».
В декабре 2023 года в «Fiducia supplicans» одобрил доктрину, позволяющую католическим священникам благословлять людей, состоящих в однополом союзе, но подчеркнул, что Ватикан продолжит настаивать на определении брака, как союза мужчины и женщины и призвал избегать любых обрядов, похожих на венчание. Согласно «Fiducia supplicans» благословение не может распространяться собственно на союз, поскольку одобрение однополого союза является морально недопустимым.

### Социальная справедливость
Хотя Бергольо последовательно проповедует сострадание к бедным, некоторые наблюдатели разочарованы тем фактом, что он не придаёт большего акцента проблемам социальной справедливости. Не формулируя чётко позицию по вопросам политической экономии, Бергольо предпочитает подчёркивать важность духовности и святости, полагая, что это естественным образом будет вести к большему сочувствию страданиям бедных. Тем не менее, он высказал поддержку социальным программам и публично выражал сомнения в справедливости свободной рыночной политики.
В ноябре 2014 года папа Франциск разрешил установить в центре Ватикана — на площади Святого Петра — три бесплатные душевые кабинки, предназначенные для бездомных. Также по инициативе Франциска душевые кабинки для бездомных устанавливаются в церковных приходах по всему Риму.

### Высказывания о внебрачных детях
Критикуя священников, которые отказывались крестить внебрачных детей, кардинал Бергольо утверждал, что незамужние матери поступили правильно, дав жизнь ребёнку, а не сделав аборт, и что Церковь не должна их сторониться. Он сказал: «В нашем церковном округе есть некоторые священники, которые не хотят крестить детей одиноких матерей, потому что эти дети не были зачаты в святости брака. Это современные фарисеи. Это те, кто клерикализируют церковь. Те, кто хотят отделить народ Божий от спасения. А бедная девушка, которая, вместо того, чтобы возвратить ребёнка отправителю, имела отвагу принести его в мир, вынуждена ходить от прихода к приходу, чтобы его покрестить!»

### «Папамобиль»
В 2024 году генеральный директор Mercedes-Benz Ола Кэллениус в ходе праздничной церемонии в Ватикане передал понтифику ключи и документы от нового «папамобиля». Электрический внедорожник жемчужно-белого цвета разрабатывался при участии Ватикана и был собран вручную на основе модели Mercedes-Benz G580. Сообщалось, что это последний в линейке используемых долгие годы понтификами «Гелендвагенов».
В мае 2025 года газета «Corriere della Sera» сообщила, что, согласно последней воле папы римского Франциска, его «папамобиль» преобразуют в передвижной медпункт с оборудованием для диагностики и лечения для детей в секторе Газа. Для этого автомобиль был передан в благотворительное католическое общество Caritas.

## Католический традиционализм
Кардинал Бергольо был одним из первых епископов в мире, который отреагировал на motu proprio Бенедикта XVI Summorum Pontificum путём введения регулярной традиционной латинской мессы в Буэнос-Айресе в течение всего двух дней после объявления папского motu proprio.

## Критика
Ряд журналистов и политиков (Орасио Вербитски, Генри Сайр, Хулио Барбаро) заявляли о том, что папа Франциск является сторонником идей аргентинского диктатора Хуана Перона. Вербитски также предполагает, что во время своей преподавательской работы Хорхе Бергольо был связан с так называемой «Железной гвардией» (Guardia de Hierro) — подпольной организацией ортодоксальных перонистов, ставившей своей целью возвращение свергнутого президента к власти.
Нунций (посол) Ватикана в России архиепископ Иван Юркович рассказал корреспонденту Павлу Коробову, что папа Франциск, будучи архиепископом Буэнос-Айреса, часто присутствовал на православной литургии и отстаивал интересы Православной церкви перед местными органами власти. «Будучи архиепископом Буэнос-Айреса, Хорхе Марио Бергольо регулярно посещал православный храм в рождественский сочельник», — рассказал епископ Каракасский и Южно-Американский Иоанн, кафедра которого находится в Буэнос-Айресе.
Подвергся критике, после того как в декабре 2019 года вышел на площадь Святого Петра в Ватикане, чтобы посмотреть на установленный там рождественский вертеп и пообщаться с верующими. Одна из женщин схватила понтифика за руку и резко потянула к себе, а Франциск в ответ возмущённо шлёпнул женщину по руке. Эти кадры распространились в СМИ и соцсетях и вызвали негативную реакцию. 31 декабря 2019 года папа римский во время традиционной проповеди публично попросил прощения за то, что «потерял терпение».

## Отношение к России

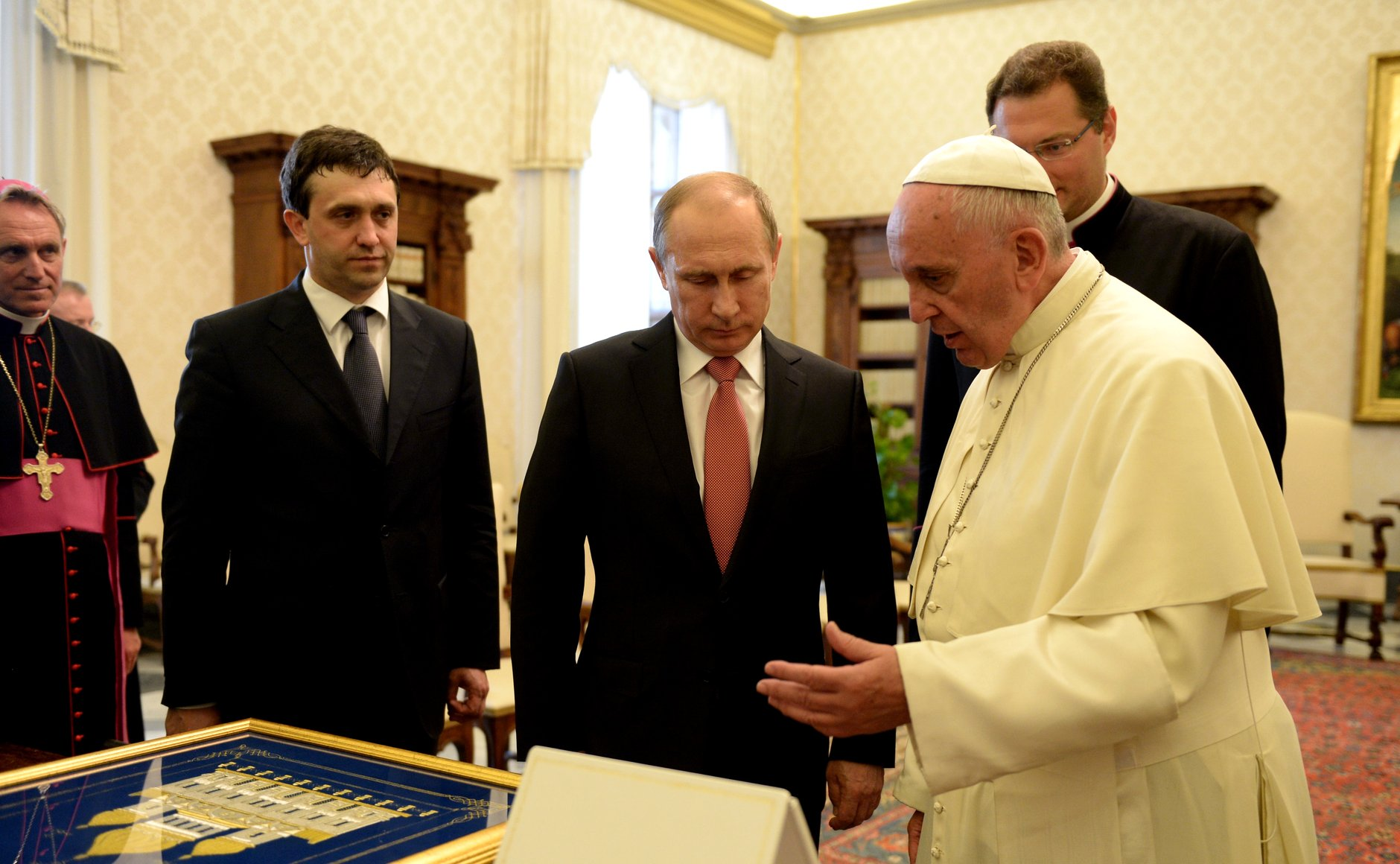
Франциск с президентом России Владимиром Путиным, 10 июня 2015 года

Помимо уникальной в своём роде встречи с патриархом Московским и всея Руси Кириллом, Франциск заявил, что придаёт большое значение развитию отношений между Римско-католической и Русской православной церквями.

### Отношение к вторжению России на Украину
Папа неоднократно выступал с решительным осуждением российской агрессии против Украины.
6 марта 2022 года Франциск сказал: «По Украине текут реки крови и слёз. Это не просто военная операция, а война, которая сеет смерть, разрушения и горе. Постоянно растет число жертв, равно как и беженцев, особенно матерей и детей».
6 апреля 2022 года он осудил действия российских войск и развернул флаг Украины, который ему привезли из Бучи.
В своём пасхальном воззвании папа призвал к миру на Украине. 17 апреля 2022 года, выступая на площади Св. Петра в Ватикане, папа осудил насилие и разрушения, вызванные российским вторжением на Украину.
3 мая 2022 года в интервью газете Corriere della Sera папа Франциск, описывая диалог с патриархом Кириллом, сказал, что выслушал от Кирилла «лекцию» о причинах агрессии России, и призвал православного коллегу «вместе искать путь к миру».
Как пишет издание Foreign Affairs в статье «The World Putin Wants», утверждения о войне с НАТО и коллективным Западом получили некоторых сторонников и за пределами РФ. Так, в июне 2022 года Папа про конфликт на Украине сказал, что он «возможно, был как-то спровоцирован». Аргументы про НАТО все ещё поднимаются, даже несмотря на то, что аннексия Крыма 2014 года была ответом на усилия Украины по сближению с ЕС, не с НАТО.
В марте 2023 года папа Франциск заявил, что война на Украине возникла из-за столкновения интересов нескольких «империй», а не только России. Происходящее там, он оценил, как начало Третьей мировой войны.
В марте 2024 года в СМИ появилось заявление папы Франциска о том, что Украине как терпящей поражение стороне нужно проявить «мужество белого флага» и предложить переговоры с Россией: «Когда вы видите, что вы побеждены, что дела идут не так, вам нужно иметь смелость вести переговоры». Позднее Ватиканом было уточнено, что речь о прекращении огня и мирных переговорах, а не о капитуляции.

## Пастырские визиты

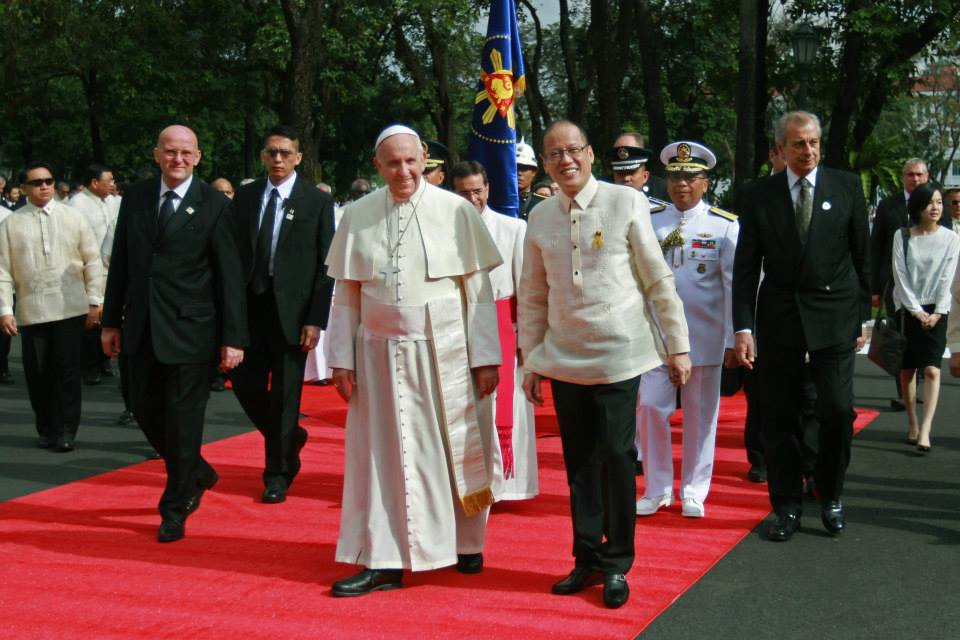
Франциск во время визита на Филиппины, 2015 год

Карта показывает страны, посещённые Франциском в качестве папы римского

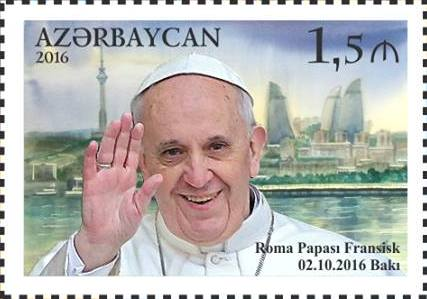
Почтовая марка Азербайджана, посвящённая визиту Франциска в Баку 2 октября 2016 года

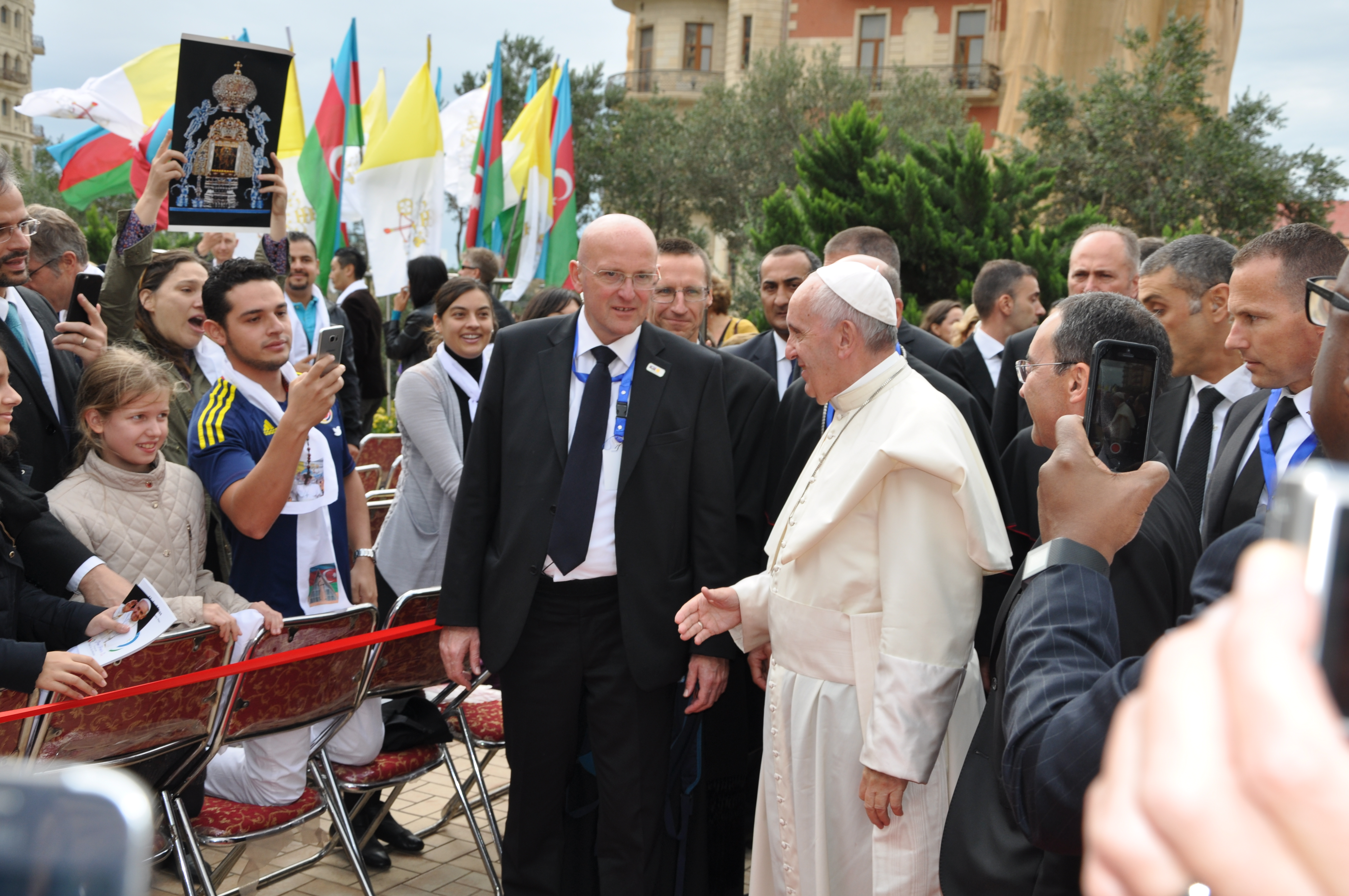
Визит Папы Франциска в Азербайджан

Франциск совершил 34 пастырских визита за пределы Италии и 47 иностранных поездок, посетив 66 государств. Во время понтификата он ни разу не побывал в родной стране — Аргентине, где прошла вся его деятельность до избрания: таким образом, отправившись на конклав 2013 года, Бергольо покинул родную страну и родной город (Буэнос-Айрес) навсегда. При этом он нанёс визиты в 4 из 5 соседних с Аргентиной стран. Аргентинские правительства неоднократно официально приглашали его, о намерении посетить Аргентину заявлял и сам папа, но не давал конкретных ответов на вопрос о том, что мешает ему приехать. Часто предполагают, что Франциск не хотел быть втянутым во внутриполитические аргентинские конфликты; за время понтификата его популярность на родине снизилась.
- Бразилия (июль 2013, XXVIII Всемирный день молодёжи);
- Израиль и Иордания (май 2014);
- Южная Корея (август 2014);
- Албания (сентябрь 2014);
- Франция (ноябрь 2014);
- Турция (ноябрь 2014);
- Шри-Ланка и Филиппины (январь 2015);
- Босния и Герцеговина (6 июня 2015, Сараево)[135];
- Эквадор, Боливия и Парагвай (июль 2015);
- Куба, США (сентябрь 2015);
- ЦАР, Кения и Уганда (ноябрь 2015);
- Куба, Мексика (февраль 2016);
- о. Лесбос, Греция (апрель 2016). Визит был посвящён проблеме беженцев в Европу[136];
- Армения (июнь 2016). Девиз — «Визит в первую христианскую страну»[137];
- Польша (июль 2016, Всемирный день молодёжи)[138].
- Грузия и Азербайджан (30 сентября — 2 октября 2016)[139].
- Швеция (31 октября — 1 ноября 2016). Визит был приурочен к 500-летию Реформации[140].
- Египет (28 — 29 апреля 2017).
- Португалия, Фатима (12 — 13 мая 2017)
- Колумбия (6 — 11 сентября 2017)
- Мьянма и Бангладеш (27 ноября — 2 декабря 2017)
- Чили и Перу (15 — 21 января 2018)
- Швейцария (июнь 2018)
- Ирландия (август 2018)
- Литва (22 — 23 сентября 2018), Латвия (24 сентября 2018), Эстония (25 сентября 2018)
- Панама (январь 2019, Всемирный день молодёжи)
- ОАЭ (февраль 2019)
- Марокко (март 2019)
- Болгария и Северная Македония (май 2019)
- Румыния (июнь 2019)
- Мозамбик, Мадагаскар и Маврикий (сентябрь 2019)
- Таиланд и Япония (20-26 ноября 2019)
- Ирак (5 — 8 марта 2021)[141]
- Венгрия и Словакия (12 — 16 сентября 2021)
- Республика Кипр и Греция (декабрь 2021)[источник не указан 1282 дня]
- Казахстан (13—15 сентября 2022)
- Венгрия (28 — 30 апреля 2023 года)

В сентябре 2015 года в Гаване понтифик посетил резиденцию 89-летнего Фиделя Кастро, который в последние годы своей жизни нечасто появлялся на публике, и пообщался с ним. После визита на Кубу понтифик отправился в США.
На авиабазе Эндрюс понтифика лично встретил президент США Барак Обама. Позже в Белом доме состоялась официальная церемония встречи понтифика и его беседа с президентом. Сначала у Белого дома выступил президент Обама, который поприветствовал главу Римско-католической церкви и отметил, что США вместе с понтификом стоят «на защите религиозной свободы». В свою очередь Франциск в своём выступлении отметил необходимость решения проблемы изменения климата: «Изменение климата — это проблема, которую больше нельзя оставлять будущим поколениям».

## Энциклики
- Evangelii gaudium (2013) — о проповеди Евангелия в современном мире.
- Lumen Fidei (2013) — о вере (совместно с папой Бенедиктом XVI)
- Laudato si’ (2015) — о проблемах экологии и защиты окружающей среды
- Fratelli tutti (Все братья) (2020) — о всеобщем братстве и социальной дружбе
- Dilexit Nos — о человеческой и божественной любви Святейшего Сердца Иисусова (с критикой индивидуализма)

## Награды
В списке самых влиятельных лиц мира, публикуемом журналом Forbes, в 2018 году папа Франциск находится на 6-м месте, хотя ранее, в 2014 и 2015 годах, находился на 4-й строчке рейтинга.
- Кавалер орденской цепи Национального Ордена Кондора Анд (Боливия, 8 июля 2015 года)[145]
- Орден заслуг «Отца Луиса Эспиналя Кампса» (Боливия, 8 июля 2015 года)[146]
- Международная премия имени Карла Великого (Германия, 2016)
- Орден Улыбки (Польша, 26 апреля 2016 года)[147].
- Президентская медаль Свободы с отличием (США, 11 января 2025 года)[148]

## Частная жизнь
- Учился в одной школе с футболистом Альфредо Ди Стефано[149] (1926—2014).
- Является поклонником аргентинского футбольного клуба «Сан-Лоренсо» из Буэнос-Айреса[8][150]. В 2008 году стал официальным членом клуба болельщиков команды, названной в честь святого Лаврентия и созданной в 1908 году при поддержке священника Лоренсо Массы.[значимость факта?]
- Отказался от просмотра телевизора, в чём дал обет Пресвятой Деве Кармель в 1990 году[151].

## Документальные фильмы
- 2017 — Франциск, папа бедных, Ватикан богатых / François, pape des pauvres, Vatican des riches (реж. Энтони Форестье / Anthony Forestier) — из цикла «Портреты / Grands portraits»
- 2018 — Папа Франциск. Человек слова / Pope Francis: A Man of His Word (реж. Вим Вендерс)
- 2021 — Франциск (реж. Евгений Афинеевский)

## Художественные фильмы
- «Два Папы» (2019) — фильм режиссёра Фернанду Мейреллиша[152].